# 中山淳雄
中山淳雄（なかやま あつお、1980年 - ）は、日本の社会学者。「エンタメ社会学者」の肩書で、コンテンツビジネスに関する数々の著書を執筆している。

## 来歴
1980年、栃木県宇都宮市に生まれる。東京大学で西洋史、東京大学大学院では社会学を専攻した。2006年、新卒でリクルートスタッフィングに入社。2年間の営業を務めた後、海外事業やM&Aに携わる。2011年にDeNAへ転職。その後デロイト トウシュ トーマツでコンサルタント業務を務める。2013年からはバンダイナムコスタジオで、カナダ・シンガポール・マレーシアの新規事業を立ち上げた。2016年、ブシロードに転職。子会社のブシロードインターナショナル社長としてシンガポールに駐在し、カードゲームやアニメ、プロレスなど、日本のコンテンツの海外展開に関する業務を行った。2021年7月には、エンターテインメントの経済圏創出と再現性を追求するベンチャー企業Re entertainmentを設立。ほかに慶應義塾大学と立命館大学の研究員、経済産業省コンテンツIP研究会の主査を務めている。
2016～20年早稲田大学商学学術院 非常勤講師。
2023～25年慶應義塾大学教養研究センター 非常勤講師。
2022年12月Plott取締役就任。
2024年4月 Licensing International Japan理事就任。
2024年4月ATP（一般社団法人 全日本テレビ番組製作社連盟）理事就任。

## 作品一覧

### ゲーム
2015年
・Pac-man256 Executive Producer
・Pac-Man Bounce Executive Producer
2019年
・名探偵コナンランナー 真実への先導者（コンダクター）Producer
2021年
・アサルトリリィ Last Bullet Producer
・新日本プロレス ストロングスピリッツ Producer

### アニメ・メディアミックス
2020年
・アサルトリリィ　エグゼクティブ・プロデューサー

## 著書
単著
- 『ボランティア社会の誕生~欺瞞を感じるからくり~』三重大学出版会、2007年。ISBN 978-4944068937。
- 『ソーシャルゲームだけがなぜ儲かるのか』PHP新書、2012年。ISBN 978-4569807331。
- 『ヒットの法則が変わった いいモノを作っても、なぜ売れない？』PHPビジネス新書、2013年。ASIN B00G6C55MY。
- （英語）『The Third Wave of Japanese Games』PHP研究所、2015年。ASIN B00RXN5R3C。
- 『オタク経済圏創世記　GAFAの次は2.5次元コミュニティが世界の主役になる件』日経BP、2019年。ISBN 978-4822289980。
- 『推しエコノミー 「仮想一等地」が変えるエンタメの未来』日経BP、2021年。ISBN 978-4296000357。
- 『エンタの巨匠－世界に先駆けた伝説のプロデューサーたち』日経BP、2023年1月26日。ISBN 978-4296001262。
- 『エンタメビジネス全史「IP先進国ニッポン」の誕生と構造』日経BP。2023年。ISBN 978-4296001439。
- 『クリエイターワンダーランド』日経BP、2024年。ISBN 978-4296001842。
- 『キャラクター大国ニッポン　世界を食らう日本IPの力』中央公論新社、2025年。ISBN 978-4120059155。

共著・共編・インタビュー
- 三田評論 No.1287（2024年4月号）『特集 エンタメビジネスの未来』慶應大学出版社、2024年。
- WORKSIGHT[ワークサイト]27号『消費者とは Are We Consumers ?』学芸出版社、2025年。ISBN978-4761509347。